# El Caso
El Caso fue un semanario español especializado en noticias de sucesos, que se editó en Madrid entre 1952 y 1997. A lo largo de sus cuarenta y cinco años de existencia la publicación tuvo una gran acogida.

## Historia
La publicación fue fundada el 11 de mayo de 1952 por Eugenio Suárez Gómez, periodista del diario Madrid. El primer ejemplar salió a la calle a un precio de 2 pesetas, con una difusión de poco más de 10 000 ejemplares hasta progresivamente ir abarcando una tirada continua de más de 100 000 ejemplares. Se convirtió en el principal semanario de sucesos de la España de posguerra. Conocido popularmente como «el periódico de las porteras», los sucesos de la década de 1950 —como el crimen de Jarabo—hicieron aumentar la difusión hasta casi medio millón de ejemplares que agotaron la tirada del periódico. Continuó editándose hasta 1997, siendo su último director el periodista José Manuel Bretones Martínez.
Su último número publicado es del 24 de septiembre de 1997.